# Heterolocha subviolacea
Heterolocha subviolacea là một loài bướm đêm trong họ Geometridae.